# AM 0644-741
AM 0644-741, auch Lindsay-Shapley-Ring genannt, ist eine Ringgalaxie mit einer linsenförmigen Galaxie im Zentrum. Ihre Entfernung beträgt rund 300 Millionen Lichtjahre und sie befindet sich im Sternbild Volans. Der Ring hat einen Durchmesser von etwa 150.000 Lichtjahren und der linsenförmige Kern war vormals das Zentrum einer normalen Spiralgalaxie. 

## Entstehung und Natur des Ringes
Der Ring von AM 0644-741 entstand durch eine Kollision mit einer anderen Galaxie, die eine Gravitationsstörung auslöste. Solche Ringgalaxien entstehen dadurch, dass sich eine von außen kommende Galaxie durch die Scheibe einer Galaxie bewegt. Der Durchgang erzeugt eine Schockwelle, die Gas und Staub nach außen drückt. Wenn sich der Schockring nach außen bewegt, ziehen sich Gas- und Staubwolken schwerkraftbedingt zusammen und erzeugen in sich neue Sterne. 
Der Ring ist ein turbulentes Sternentstehungsgebiet, in dem sich hauptsächlich junge, heiße blaue Sterne befinden. Er wird sich für die nächsten 300 Millionen Jahre weiter ausdehnen und sich dann langsam auflösen.

## Fluoreszierende Wasserstoffregionen
Die rosafarbenen Gebiete (auf dem Bild sichtbar als kleine rosa Punkte) sind verdünnte Wolken von heißem Wasserstoffgas. Die heißen jungen Sterne bestrahlen dieses Gas mit intensivem ultravioletten Licht und bringen es dadurch zum Fluoreszieren.